# Фонтан Кроцина
Фонтан Кроцина — один з найбільших мармурових фонтанів міста Прага XVI століття.
Фонтан Кроцина виник на хвилі все зростаючого впливу зразків Італії на мистецтво Чехії. Він побудований наприкінці XVI століття на Староміській площі. Відповідність італійським фонтанам — величним, монументальним — притаманна і йому.
Це складна конструкція з архітектурних та скульптурних зображень, увінчаних фігурою бога морів — Нептуна. Висота конструкції сягала понад 10 метрів, включаючи алегоричні скульптури, рельєфи з різними емблемами та символами. Побудова фонтану та стилістика скульптур відповідали стилю маньєризм.
Враховуючи високу мистецьку якість фонтану і прагнення зберегти історичну пам'ятку, фонтан демонтовано і перенесено в Національний музей, що виходить на Вацлавську площу.